# AKSM-420
AKSM-420 Vitovt (zkratka v cyrilici АКСМ-420 Витовт, též jako Belkommunmaš 42003A, Белкоммунмаш 42003А) je nízkopodlažní trolejbus, který vyrobila běloruská společnost Belkommunmaš. Poprvé byl představen v srpnu 2007.
Trolejbus má 35 míst k sezení, z toho 29 tvoří pevné sedačky, 6 z nich je sklopných. Díky tomu je tak možné upravit kapacitu vozidla v dobách dopravních špiček (méně sedících a více stojících). Trolejbusem může v jeden okamžik cestovat až 115 cestujících.
Rozměry trolejbusu odpovídají obecně přijatým standardům – délka 11, 97 metrů, šířka, 2,5 metru, výška, 2,86 metru. Rám stroje je vyroben z kompozitního materiálu. Trolejbus je vybaven nájezdovou rampou pro osoby se sníženou schopností pohybu, takže je možné, aby vozíčkář najel do vozidla přímo z úrovně chodníku. Vůz je také vybaven klimatizací, takže okna nemají prostor pro větrání.
Trolejbus je vybaven akumulátory, takže vozidlo může jet až 5 km bez potřeby neustálého kontaktu s trolejovou sítí. Tento prvek, který je znám také i z českých trolejbusů, je zcela klíčový pro různé situace, mezi které se řadí například výluky, akutní změny trasy apod.

## Provoz

### Bělorusko

#### Minsk
V ulicích Minska se trolejbusy AKSM-420 objevily poprvé v září roku 2008. První z nich byl v provozu pouze ale 2 měsíce, a to na nejvytíženější lince č. 3. Poté byl opět vrácen výrobci.
Pravidelný provoz s těmito trolejbusy v Minsku začaly až v roce 2009. V období od května do září 2009 bylo dodáno celkem 5 trolejbusů (podělily se o ně celkem dvě místní vozovny). 

#### Mohylev
V tomto městě byl trolejbus AKSM-420 pouze krátkou dobu zkoušen; místní dopravní podnik vyslovil zájem se s tímto typem blíže seznámit.

#### Vitebsk

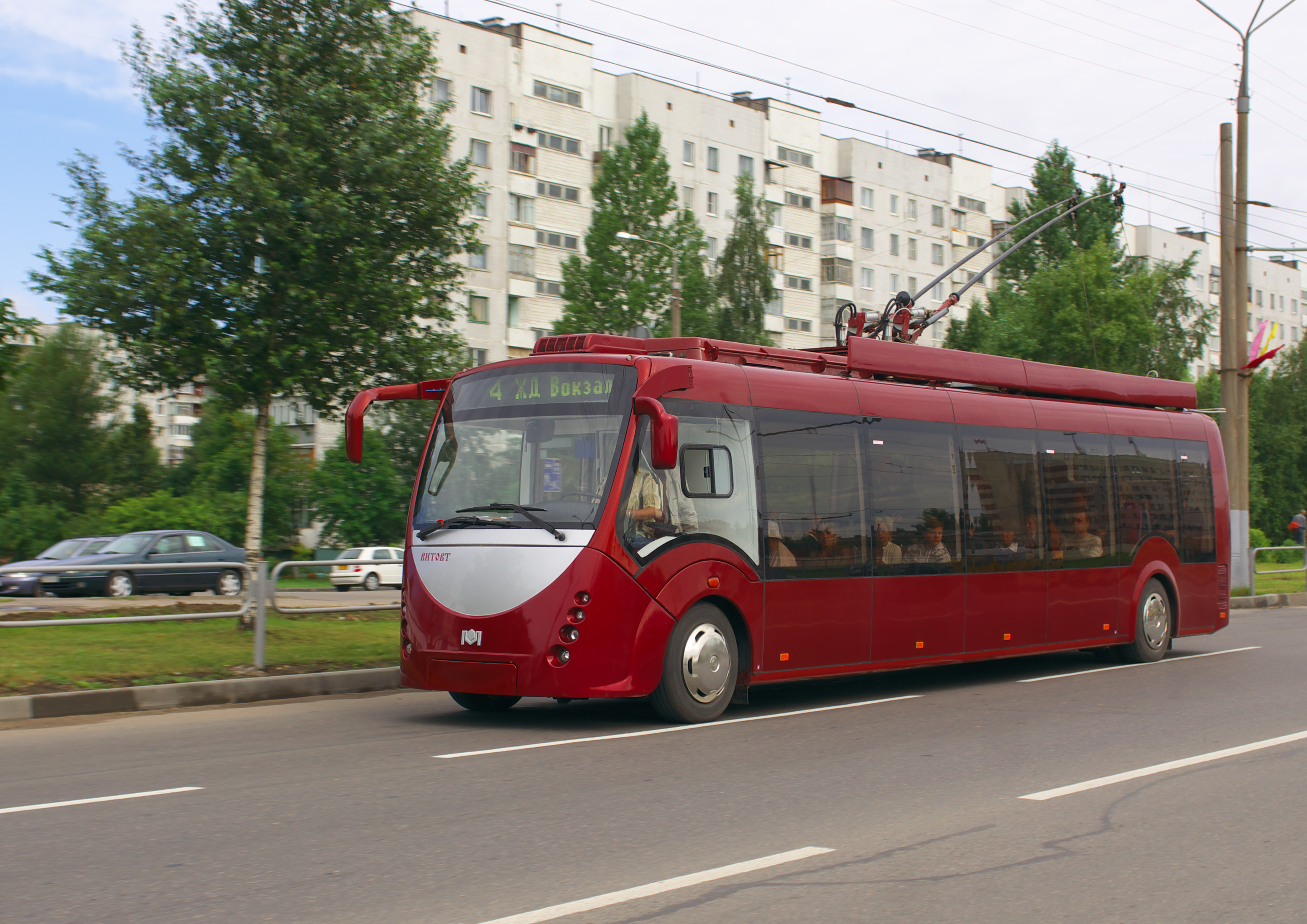
AKSM 420 ve vitebském provozu

V létě 2009 se trolejbus tohoto typu objevil k velkému zájmu cestujících i ve Vitebsku, pouze ale jen na krátké období. Byl vrácen výrobci, nakonec nebylo rozhodnuto o pořízení tohoto typu pro místní síť.

### Rusko

#### Moskva
V září 2007 byl trolejbus Moskvanům představen na výstavišti Krokus-Expo. Též se objevil na výstavě KomTrnas v dubnu 2008.

#### Petrohrad
20. června 2008 byl tento model v Petrohradě oficiálně představen. Stroj byl ve městě zkoušen a poté odeslán zpět výrobci.

#### Kovrov
V Kovrově byl trolejbus AKSM-420 nasazen do předvolební kampaně poslance Sergeje Konina. V pravidelném provozu však nebyl. Teprve až po souhlasu starosty byl nakonec odkoupen městem a nasazen pro tamní trolejbusovou síť. V říjnu 2010 byl po opravách a dlouhé odstávce nasazen do provozu.

#### Kazaň
V kazaňské trolejbusové síti byl trolejbus tohoto typu zařazen do zkušebního provozu v září 2009; po měsíci začal jezdit pravidelně.

### Turkmenistán

#### Ašchabad
Do turkmenské metropole byl jeden trolejbus AKSM-420 vypraven na podzim 2009. Charakteristickým rysem trolejbusu, který jezdil v Ašchabadu byla světle zelená barva, žádné sklopné sedačky, více místa u prvních dveří a okna s větracími otvory (vzhledem k tomu, že trolejbus byl určen pro značně teplejší prostředí. Z neznámých důvodů byl ovšem stroj nakonec vrácen výrobci.